# Джимета
Джимета (англ. Jimeta) — місто на сході Нігерії, на території штату Адамава.

## Географія
Місто знаходиться в східній частині штату, на лівому березі річки Бенуе. Абсолютна висота — 135 метрів над рівнем моря.
Джимета розташована на відстані приблизно 3 кілометрів на північ від Йоли, адміністративного центру штату і на відстані 537 кілометрів на схід від Абуджі, столиці країни.

## Історія
У період з 1935 по 1955 роки місто було об'єднане з довколишнім містом Йола, для якої Джимета грала роль річкового порту.

## Населення
За даними перепису 1991 року чисельність населення Джимети становила 141 724 осіб.
Динаміка чисельності населення міста по роках:
| 1991   | 2012   |
| ------ | ------ |
| 141724 | 286001 |

## Транспорт
У західній частині міста розташований аеропорт Йола.